# Besteigung aller Achttausender

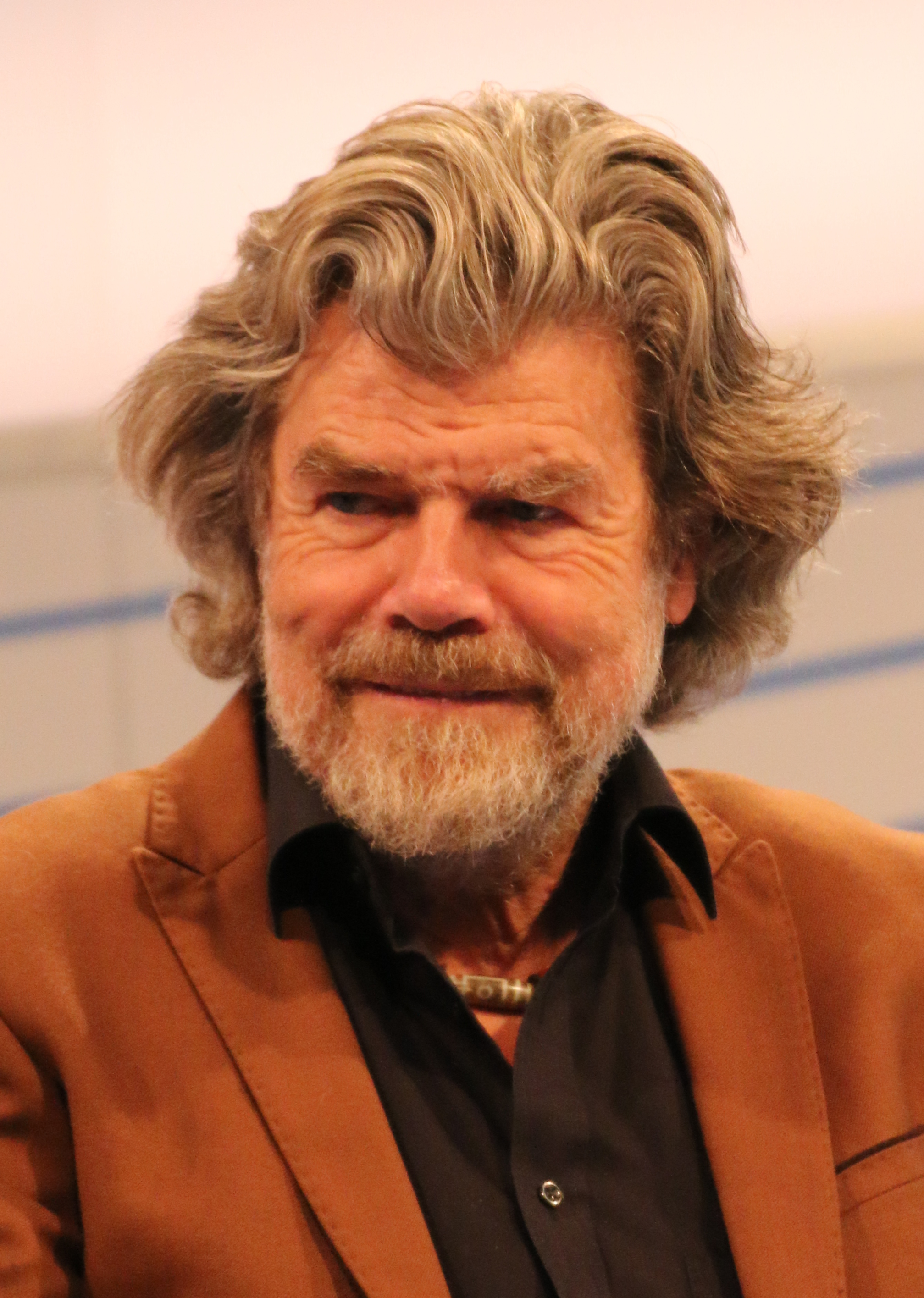
Reinhold Messner, der als Erster alle Achttausender bestieg (Foto von 2017)

Die Besteigung aller Achttausender, also der weltweit vierzehn Berge mit einer Höhe von über 8000 Metern, gilt als besondere Herausforderung im Höhenbergsteigen. Erst 42 Menschen ist dies gelungen (Stand: 2023). 18 davon schafften es ohne die Zuhilfenahme von Flaschensauerstoff, was als noch außergewöhnlichere Leistung gilt.
Als erster, der alle Achttausender bestiegen hat, gilt Reinhold Messner aus Südtirol. Er begann 1970 und schloss die Serie am 16. Oktober 1986 ab. Eine Neuberechnung auf Basis von Geodaten im Jahr 2023 kommt jedoch zum Ergebnis, dass Messner den Gipfel der Annapurna nicht erreicht hat. Im Frühjahr 2010 reihten sich mit Oh Eun-sun aus Südkorea und Edurne Pasaban erstmals zwei Frauen in die Liste ein, gefolgt von Gerlinde Kaltenbrunner im August 2011. Die Leistung der Südkoreanerin ist allerdings umstritten; u. a. wird einer ihrer Gipfelerfolge in der Fachwelt in Frage gestellt.
Die Norwegerin Kristin Harila und der Sherpa Tenjen Lama haben alle 14 Achttausender innerhalb von nur 92 Tagen bestiegen und halten damit den aktuellen Geschwindigkeitsrekord.
Mehrere weitere Bergsteiger haben behauptet, alle Achttausender bestiegen zu haben, jedoch werden nicht alle ihrer Besteigungen anerkannt. Wegen des teilweise massiven Einsatzes von Helfern und Hilfsmitteln wird eine Debatte über die Vergleichbarkeit bergsteigerischer Leistungen geführt.

## Die Achttausender

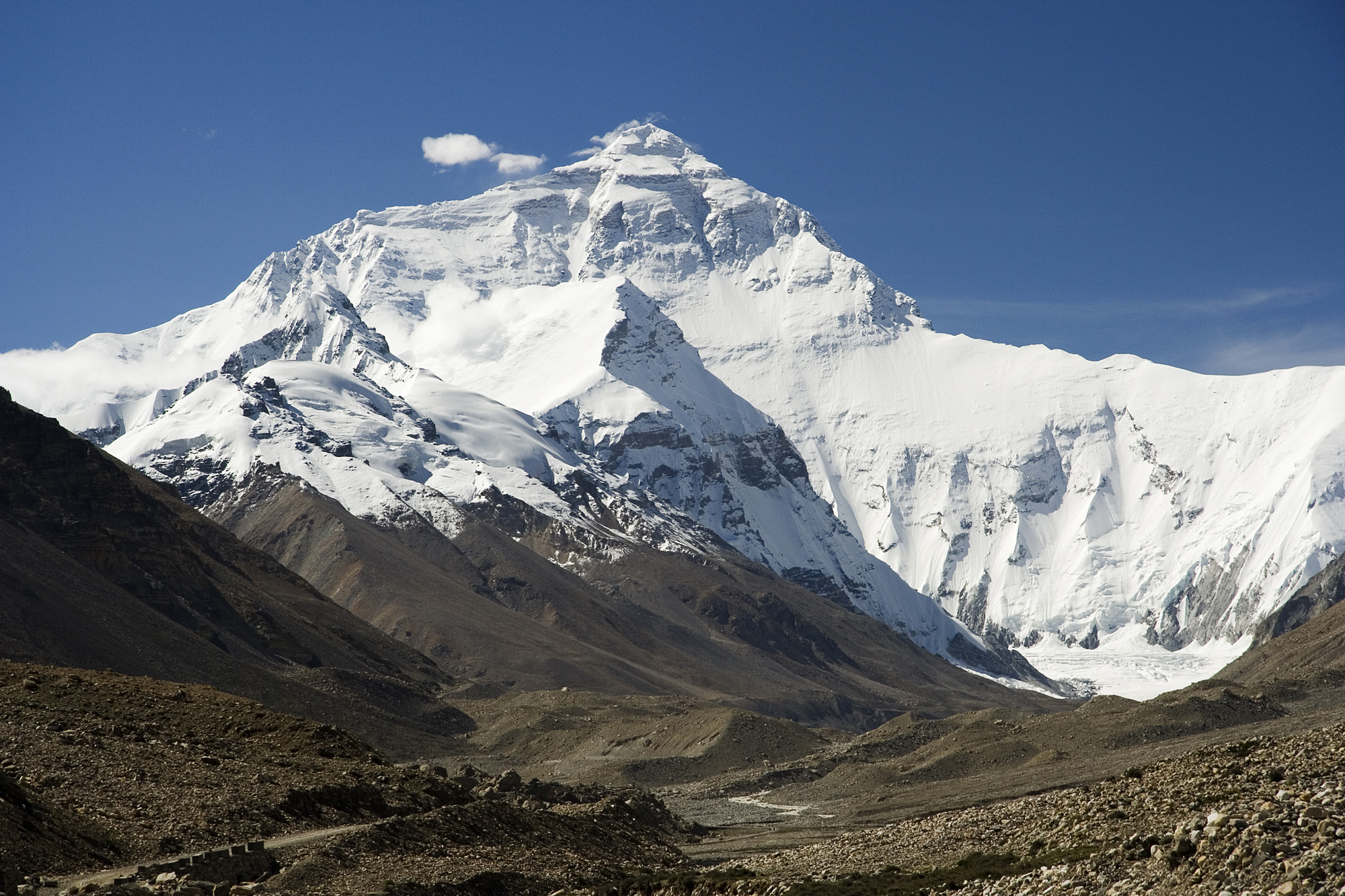
Der Mount Everest, der höchste Berg der Erde

Auf der Erde gibt es 14 Achttausender. Im Einzelnen sind das Mount Everest (8848 m), K2 (8611 m), Kangchendzönga (8586 m), Lhotse (8516 m), Makalu (8485 m), Cho Oyu (8188 m), Dhaulagiri (8167 m), Manaslu (8163 m), Nanga Parbat (8125 m), Annapurna (8091 m), Hidden Peak (auch Gasherbrum I genannt, 8080 m), Broad Peak (8051 m), Gasherbrum II (8034 m) und Shishapangma (8027 m). Zehn dieser Berge befinden sich im Himalaya, die übrigen vier im angrenzenden Karakorum. Sie verteilen sich auf die Länder Indien, Nepal, Pakistan und die Volksrepublik China mit deren autonomen Provinzen Tibet (Himalaya) und Xinjiang (Karakorum).
Eine Reihe von Nebengipfeln liegt ebenfalls in einer Höhe von 8000 Metern oder mehr. Für die Besteigungsserie werden jedoch nur die Hauptgipfel gewertet, zumal kein allgemein verbindliches Kriterium existiert, wann eine Erhebung als Nebengipfel zu klassifizieren ist (vgl. hierzu den Artikel Berggipfel).
Für die Besteigung aller Achttausender wird auch die Kurzschreibweise 14×8000 oder 14×8000er verwendet.

## Geschichte

### 1950er und 1960er Jahre – Erstbesteigungen der Achttausender

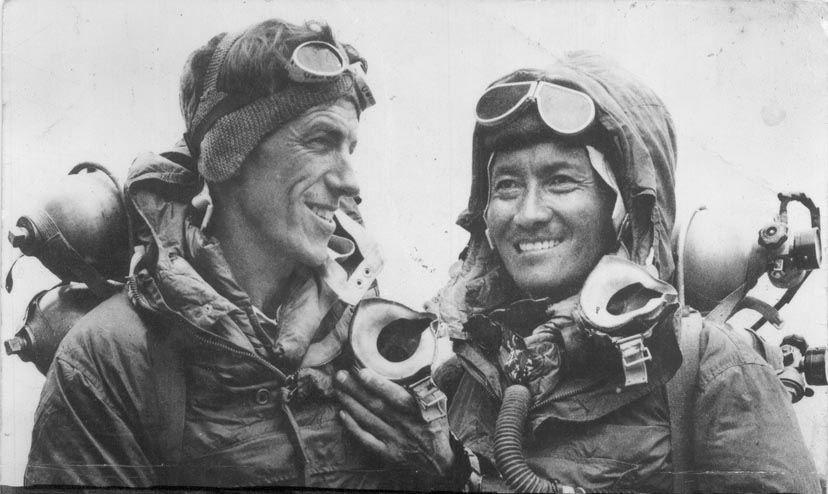
Am 29. Mai 1953 gelang Edmund Hillary und Tenzing Norgay die Erstbesteigung des Mount Everest

Als erster Achttausender wurde am 3. Juni 1950 die Annapurna durch Maurice Herzog und Louis Lachenal im Rahmen einer französischen Expedition bestiegen. Drei Jahre später, am 29. Mai 1953, standen mit Sir Edmund Hillary und dem Sherpa Tenzing Norgay zum ersten Mal Menschen auf dem höchstgelegenen Punkt der Erde, dem Hauptgipfel des Mount Everest. Als letzter Achttausender wurde der niedrigste der vierzehn bestiegen, die Shishapangma: Am 2. Mai 1964 erreichten zehn Bergsteiger einer chinesischen Expedition ihren Gipfel.
Zwei Bergsteiger, beide Österreicher, haben jeweils zwei Achttausender erstbestiegen: Hermann Buhl und Kurt Diemberger. Buhl hatte am 3. Juli 1953 als Erster auf dem Nanga Parbat gestanden. Gemeinsam mit Diemberger und zwei weiteren gelang ihm vier Jahre später, am 9. Juni 1957, die Erstbesteigung des Broad Peak. Diemberger war außerdem Teilnehmer der sechsköpfigen Gruppe, die am 13. Mai 1960 erstmals den Gipfel des Dhaulagiri erreichte.

### 1970er Jahre – erste Achttausender-Sammler
Nachdem alle Achttausender erstbestiegen waren, strebten Höhenbergsteiger ab den 1970er-Jahren gezielt die Besteigung mehrerer Achttausender an. Oft setzten sie sich dabei zusätzlich das Ziel, nicht den Routen der Erstbesteiger zu folgen, sondern andere, schwierigere Anstiegswege zu wählen.
Nach der Erstbegehung der Rupalwand des Nanga Parbat 1970 und den Gipfelerfolgen auf dem Manaslu 1972 und dem Hidden Peak 1975 war Reinhold Messner der erste Mensch, der drei dieser Berge bestiegen hatte, den letztgenannten in einer Zweierseilschaft mit dem Österreicher Peter Habeler. Diese letzte Besteigung war ein Novum, denn bis dahin waren die Achttausender nur im Expeditionsstil bestiegen worden, also mit Lagerkette, Trägern und Fixseilen. Das Team Messner-Habeler erregte noch größeres Aufsehen, als die beiden 1978 gemeinsam den Mount Everest bestiegen – als Erste ohne zusätzlichen Sauerstoff, was von vielen lange Zeit für unmöglich gehalten worden war. Im gleichen Jahr war Diemberger am Mount Everest und am Makalu erfolgreich. Damit konnten Messner und Diemberger jeweils vier der höchsten Gipfel in ihrem Tourenbuch verzeichnen; Messner fügte im Jahr darauf noch den K2 hinzu. Vom Ziel, alle vierzehn Achttausender zu besteigen, wurde – zumindest öffentlich – noch nicht gesprochen. Gleichzeitig wurden die Schwierigkeiten geringer, in Nepal, Pakistan und China die für eine Höhenexpedition notwendigen behördlichen Erlaubnisse zu erhalten. Infolgedessen wurden Expeditionen zu den Achttausendern nun auch kommerziell organisiert. Zu den ersten zählte eine von Max Eiselin öffentlich ausgeschriebene Dhaulagiri-Expedition 1980, innerhalb derer unter anderem der Schweizer Marcel Rüedi seinen ersten Achttausender bestieg.

### 1980er Jahre – Wettlauf der Männer

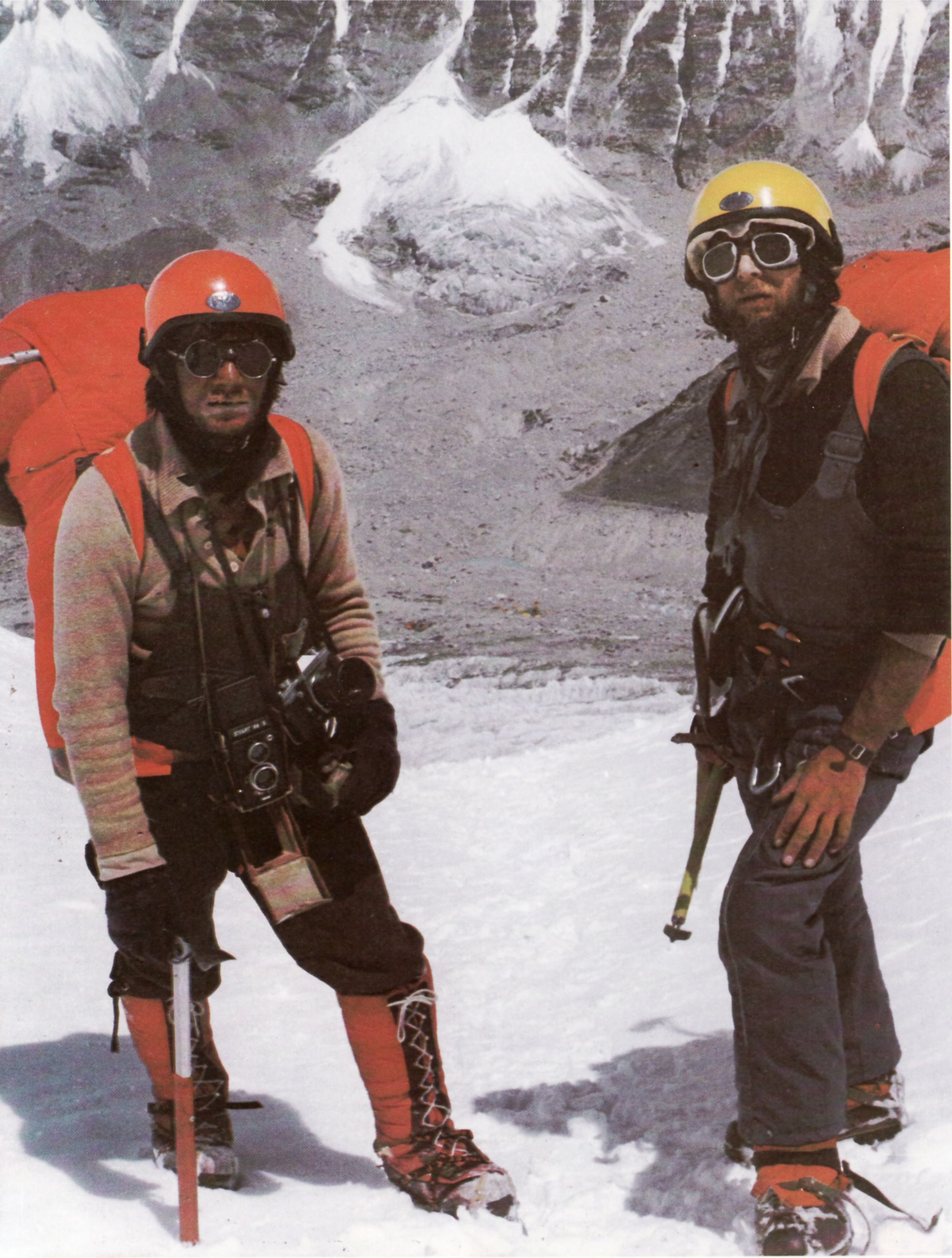
Jerzy Kukuczka (links) gemeinsam mit Andrzej Czok 1980 auf dem Weg zum Gipfel des Mount Everest

1981 bestieg Messner seinen sechsten Achttausender und 1982 gleich drei weitere, was bis dahin binnen eines Jahres noch niemand geschafft hatte. Beim Aufstieg zum letzten, dem Broad Peak, begegnete er den beiden Polen Jerzy Kukuczka und Wojciech Kurtyka. Für Kukuczka war der Berg bereits der vierte Achttausender.
Im Juni 1983 unterboten Rüedi und sein Schweizer Landsmann Erhard Loretan Messners Geschwindigkeitsrekord aus dem Vorjahr, indem sie gemeinsam drei Achttausender innerhalb von nur fünfzehn Tagen bewältigten: Gasherbrum II, Hidden Peak und Broad Peak. Einen Monat später erstieg Kukuczka ebenfalls Gasherbrum II und Hidden Peak. Noch im selben Jahr machte Messner seine Absicht öffentlich, alle Achttausender zu besteigen. Er hatte im Mai mit dem Cho Oyu bereits den zehnten erklommen. Sein dichtester Verfolger war Kukuczka mit nun sechs Achttausendern; Rüedi und Loretan hatten je vier vorzuweisen.
Während Messner und Kukuczka 1984 keinen Gipfelerfolg auf einem der fehlenden Achttausender verzeichnen konnten, bestiegen die beiden Schweizer in diesem Jahr jeweils zwei und zogen so mit Kukuczka gleich.
Im Januar 1985 kletterte Kukuczka auf den Dhaulagiri und weniger als einen Monat später auf den Cho Oyu. Zwei Winterbesteigungen binnen so kurzer Zeit waren nicht nur eine viel beachtete Leistung, der Pole verkürzte Messners Vorsprung damit auch auf nur noch zwei Gipfel. Die Frage, wer zuerst alle vierzehn Achttausender bestiegen haben würde, erregte inzwischen auch die Aufmerksamkeit der internationalen Presse. Vor Ende der Saison 1985 schaffte Kukuczka seinen neunten Achttausender, Rüedi und Loretan jeweils die Nummern 7 und 8, Messner erhöhte auf zwölf.
1986 bestieg Kukuczka seinen zehnten und elften Achttausender, während Rüedi und Loretan jeweils ihren neunten erreichten, bevor Messner im September zu seinem vorletzten, dem Makalu, aufbrach. Am Berg war zur gleichen Zeit Rüedi, zusammen mit dem Polen Krzysztof Wielicki. Wielicki gelangte zuerst zum Gipfel, für ihn war es der fünfte Achttausender. Auch Rüedi stand auf dem Gipfel, starb aber beim Abstieg von seinem zehnten Achttausender und wurde später von Messner tot aufgefunden.
Am 16. Oktober 1986 erreichte Messner den Gipfel des Lhotse und hatte damit die Achttausender-Reihe als Erster komplettiert. Kukuczka stand zu diesem Zeitpunkt bei elf Gipfeln und sollte bis zum Ende des Jahres mit dem Manaslu noch den zwölften schaffen; Loretan erlitt derweil den ersten Fehlschlag seiner Bergsteigerkarriere, als er an seinem zehnten Achttausender scheiterte. Im Jahr darauf bestieg Kukuczka seine letzten beiden und sicherte sich damit Platz 2. Erst acht Jahre später (1995) vervollständigte Erhard Loretan als Dritter seine Liste.
2007 waren weitere Achttausender-Sammler unterwegs: Der Italiener Silvio Mondinelli reihte sich an diesem Tag als 13. in die Liste der Bergsteiger ein, die alle Achttausender bestiegen haben. Für den Ecuadorianer Ivan Vallejo und für Ralf Dujmovits änderte sich dagegen vorerst nichts, da beide schon zuvor auf dem Broad Peak gestanden hatten. Vallejo hatte noch einen, Dujmovits noch zwei Gipfel vor sich. Beide schlossen die Besteigungsserie ab, Dujmovits am 20. Mai 2009 als erster Deutscher.

### 2006 bis 2010 – Die ersten Frauen

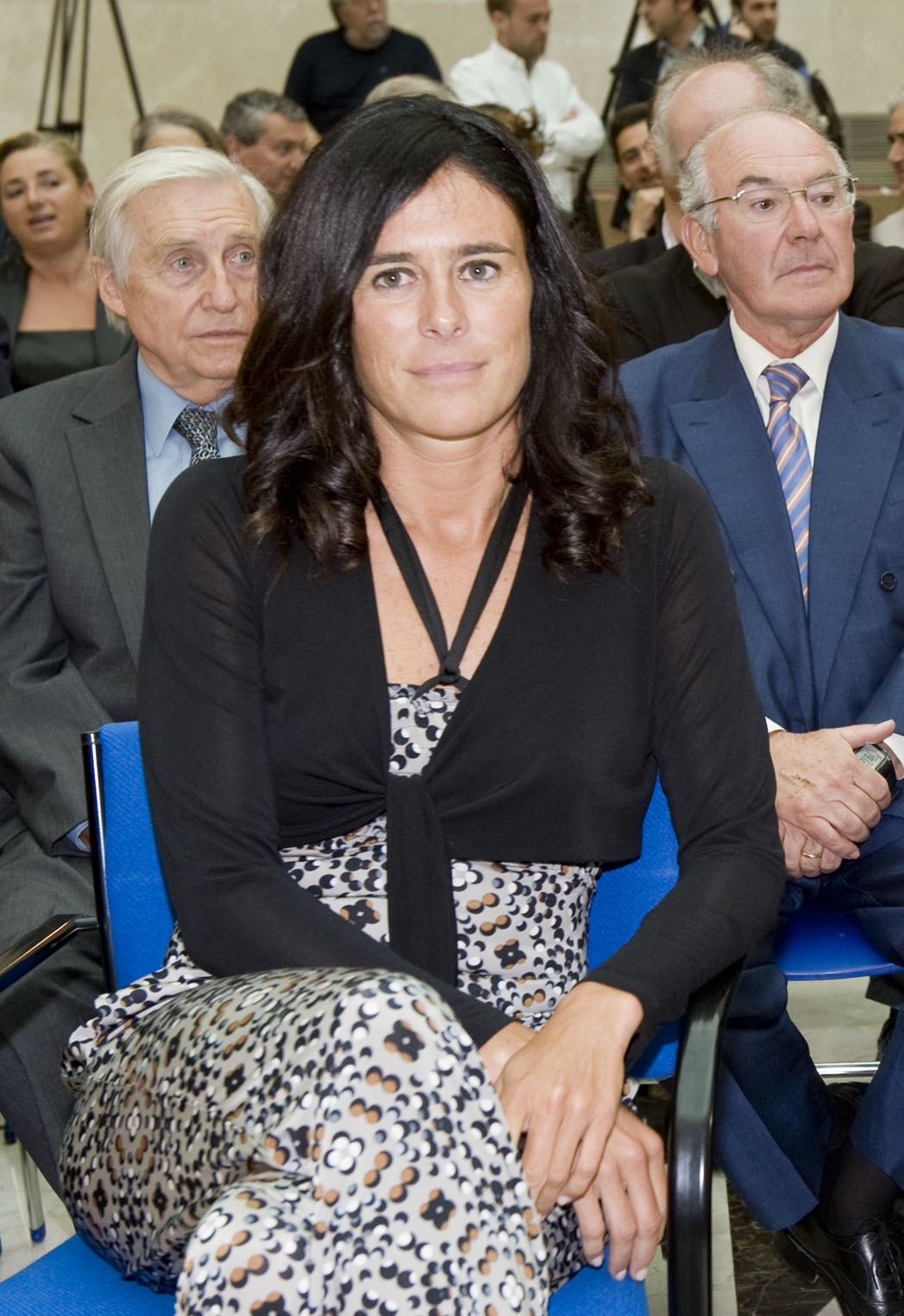
Edurne Pasaban, die als die zweite Frau auf allen Achttausendern gilt (Foto von 2010)

Als aussichtsreichste Anwärterinnen galten Ende der Saison 2006 die Österreicherin Gerlinde Kaltenbrunner, die Italienerin Nives Meroi und die Spanierin Edurne Pasaban. Anders als bei den Männern gab es keine klare Favoritin mit einem deutlichen Vorsprung: Meroi und Kaltenbrunner hatten beide 1998 erstmals auf einem Achttausender gestanden und inzwischen jeweils neun Achttausender bestiegen. Pasaban, die 2001 debütiert hatte, hatte nur einen Gipfel Rückstand. Im Mai 2007 stand Meroi auf den Gipfel des Mount Everest. Knapp zwei Monate später gingen Kaltenbrunner und Pasaban gemeinsam zum Gipfel des Broad Peak.
In der Presse wurde dies als der große Wettlauf der Frauen inszeniert, allerdings haben alle 3 Anwärterinnen widersprochen. Meroi war der Ansicht, dass dies von der Presse hochstilisiert wurde zu einem irrwitzigen Kräftemessen, das die Männer schon veranstaltet hätten. „Sie haben ein männliches Prinzip auf die Frauen umgelegt und das ist wirklich schade“.
Die drei waren nicht die ersten weiblichen Achttausender-Anwärterinnen: Wanda Rutkiewicz hatte von 1975 bis 1990 sechs Achttausender bestiegen und wollte 1991/1992 binnen Jahresfrist alle verbleibenden acht in großer Höhe durchsteigen, ohne dazwischen ins Flachland abzusteigen. Sie schaffte 1991 im Alleingang zwei; im Mai 1992 wurde sie beim Aufstieg zum Kangchendzönga zuletzt gesehen und gilt seither als verschollen.
2008 hatten zwei weitere Frauen so viele Achttausender bestiegen, dass sie nun auch zu den möglichen Kandidatinnen für den Titel der ersten 14×8000er-Frau gezählt wurden: die Südkoreanerinnen Oh Eun-sun und Go Mi-sun. Erstere hatte schon 1997, also vor den drei Europäerinnen, auf einem Achttausender gestanden. Dann war sie am Makalu, am Broad Peak und am K2 gescheitert, und es hatte sieben Jahre gedauert, bis sie mit dem Mount Everest einen zweiten Achttausender bewältigte. 2006 hatte sie ihren dritten geschafft, 2007 zwei weitere. Fortan setzte sie in großem Umfang Hilfsmittel ein, um möglichst viele Achttausender pro Saison besteigen zu können, flog beispielsweise mit Hubschraubern ins Basislager und nutzte große Teams, um sich Ausrüstung tragen und Wege vorspuren zu lassen. So „sammelte“ sie allein im Jahr 2008 vier Achttausender und verkürzte damit den Vorsprung von Kaltenbrunner, Meroi und Pasaban, die Ende der Saison mit jeweils elf Achttausendern gleichauf lagen. Sie sprach offen davon, alle Achttausender besteigen zu wollen, und nannte das Vorhaben „Projekt 14“.
Go Mi-sun hatte 2006 am Cho Oyu debütiert, 2007 und 2008 gelangen ihr jeweils drei Achttausender; ihre Methoden entsprachen denen Ohs. 2009 schaffte sie allein im Frühjahr drei Achttausender, im Sommer wollte sie drei weitere folgen lassen. Beim Abstieg vom Nanga Parbat, ihrem elften Achttausender, stürzte sie zu Tode. Meroi bestieg ab 2009 vorerst keine Achttausender mehr, weil ihr Ehemann und Seilpartner schwer erkrankte.
Oh Eun-sun setzte 2009 ihre Besteigungen in schnellem Rhythmus fort und verzeichnete abermals vier Achttausender in einem Jahr in ihrem Tourenbuch. Im Spätjahr unternahm sie sogar noch zwei Versuche am einzigen verbleibenden Gipfel, der Annapurna, brach aber beide ab. Dennoch lag sie mittlerweile mit dreizehn der vierzehn Berge in Führung vor Kaltenbrunner und Pasaban mit je 12. Ihre außergewöhnlichen Leistungen hatten allerdings Skepsis ausgelöst. So wurde insbesondere ihre Besteigung des Kangchendzönga am 6. Mai 2009 in Frage gestellt. Verschiedene Chronisten und Organisationen verweigern die Anerkennung dieses Gipfelerfolgs (für weitere Details siehe Streit um die Besteigung des Kangchendzönga). Die Himalaya-Chronistin Elizabeth Hawley, maßgebliche Instanz für die Anerkennung von Besteigungen in Nepal, listet die Besteigung in ihrer Himalayan Database als „umstritten“.
Am 17. April 2010 bestieg Pasaban ihren vorletzten Achttausender, die Annapurna, und holte dadurch ihre Konkurrentin Oh Eun-sun nochmals ein. Aber bereits zehn Tage später war Oh Eun-sun auf dem gleichen Gipfel und gilt damit als erste Frau, der die Besteigung aller Achttausender gelang. Pasaban wurde knapp drei Wochen später mit der Besteigung des Shishapangma zweite. Allerdings wird Ohs Besteigung des Kangchendzönga angezweifelt (siehe Oh Eun-sun#Streit um die Besteigung des Kangchendzönga), so dass oft dennoch Pasaban als Rekordhalterin genannt wird.
Kaltenbrunner vervollständigte die Serie am 23. August 2011 als erste Frau ohne Verwendung von Flaschensauerstoff. Meroi erreichte 2017 den Gipfel der Annapurna, ihr 14. Achttausender; sie hatte alle Gipfel im Alpinstil ohne Verwendung von Sauerstoffflaschen und ohne große Expedition bestiegen.
2023 haben die Norwegerin Kristin Harila und der Nepalese Tenjen in 92 Tagen alle 14 höchsten Berge bestiegen.

## Bewertung und Würdigung

### Anerkennung der Gipfelerfolge

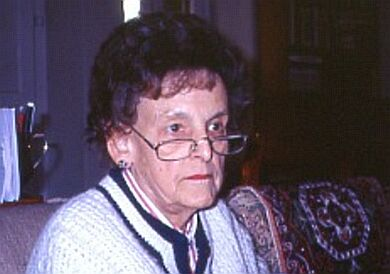
Elizabeth Hawley wurde als maßgebliche Instanz für die Anerkennung von Achttausender-Besteigungen in Nepal angesehen (Foto von 1999)

Es gibt keine offizielle Stelle, die für die Anerkennung eines Gipfelerfolges auf einem Achttausender zuständig wäre. Wer für sich reklamiert, einen dieser Berge bestiegen zu haben, muss die Fachwelt davon überzeugen. Heute werden die Besteigungen häufig durch Foto- oder Videomaterial dokumentiert, aber auch Zeugenaussagen und detaillierte Besteigungsberichte werden nach wie vor als Nachweis verwendet.
So löste die vage Anstiegsbeschreibung im Fall der vermeintlichen Besteigung des Lhotse 1997 durch die Italiener Sergio Martini und Fausto de Stefani Zweifel aus. Ein nachfolgender Bergsteiger, Park Young-seok, konnte klären, dass die Fußspuren der beiden mindestens 150 Höhenmeter unterhalb des Gipfels endeten. Die Besteigung wurde letztlich nicht anerkannt. De Stefani wird daher mit nur dreizehn Achttausendern in den Statistiken geführt; Martini wiederholte den Lhotse drei Jahre später und vervollständigte damit seine Achttausender-Liste.
Für die Besteigung eines Achttausenders in Nepal wurde die Einschätzung der US-amerikanischen Journalistin und Chronistin Elizabeth Hawley allgemein anerkannt. Hawley erfasste seit Beginn der 1960er-Jahre jede Expedition zu den Sieben- und Achttausendern Nepals. Diese Datensammlung bildet die Grundlage der Himalayan Database. Sie traf sich mit den Teilnehmern vor und nach einer Besteigung und befragte sie zu den gewählten Aufstiegsrouten, zur Lage der Höhencamps, zum Zeitrahmen und Ähnlichem. Sollte Hawley danach zu dem Urteil kommen, dass ein Bergsteiger den Gipfel nicht erreicht hat, hätte die Besteigung international keine Anerkennung gefunden. Für Achttausender-Besteigungen außerhalb Nepals gibt es keine mit Hawley vergleichbare Instanz.
2022 legte der Achttausender-Chronist Eberhard Jurgalski eine alternative Liste zu den Gipfelerfolgen vor. Auf Basis der Auswertung von Gipfelfotos kommt er zu dem Schluss, dass bisher viel weniger Bergsteiger die genauen Gipfel der 14 Achttausender erreicht haben könnten. Erst
Edmund Viesturs hätte von 1989 bis 2005 alle 14 Gipfel bestiegen.
Falls man Jurgalskis Ergebnissen folgt, war die Chinesin Dong Hong Juan die erste Frau, die bis zum 26. April 2023 alle Achttausender bestieg.

### Bewertung der Konkurrenzsituationen
Ob die Besteigungsserie einen sportlichen Wettbewerb darstellt, wird von den Medien und den Beteiligten unterschiedlich bewertet. Die grundsätzliche Frage, ob Bergsteigen ein Sport ist, der sich zu Rivalitäten, Wettkämpfen und Leistungsvergleichen eignet, wird bereits seit dem 19. Jahrhundert diskutiert. Vor dem Ersten Weltkrieg wetteiferten deutsche und österreichische Bergsteiger darum, wer als Erster auf alle Viertausender-Gipfel der Alpen steigen würde. Sie bekannten sich – nicht ohne dafür kritisiert zu werden – offen dazu, einen Wettstreit auszutragen. Im Unterschied dazu wird die Frage, ob es einen Wettlauf um die Position des bzw. der Ersten auf allen Achttausendern gegeben hat, von den Beteiligten uneinheitlich beantwortet.
Obwohl Reinhold Messner 1983 angekündigt hatte, alle Achttausender besteigen zu wollen, hat er nach eigenen Angaben darin nie einen Wettbewerb gesehen. In späteren Interviews sagte er mehrfach, es sei ihm nicht darum gegangen, einen Rekord aufzustellen, indem er als Erster alle Achttausender bestieg. Nach seiner Darstellung waren es die Besteigungen selbst, die ihn interessierten. Von einem Wettrennen mit Kukuczka, Rüedi oder Loretan sei er schon deswegen nicht ausgegangen, weil er gegenüber den anderen einen so großen Vorsprung gehabt habe, dass er de facto uneinholbar gewesen sei. Darüber hinaus sei Bergsteigen kein Wettkampfsport und dürfe nicht zur Rekordjagd missbraucht werden. Ein Wettlauf sei „von den Medien aufgebauscht“ worden.
Tatsächlich hatte Messner Ende 1983 nur noch vier Gipfel vor sich und genauso viele Vorsprung auf Kukuczka und noch zwei mehr auf Rüedi und Loretan. In der Saison nach Messners Ankündigung bestiegen er und Kukuczka jeweils Achttausender, auf denen sie bereits gestanden hatten. Wäre es ihnen darum gegangen, so schnell wie möglich die Achttausenderliste zu vervollständigen, hätten sie sich stattdessen an die verbleibenden Gipfel machen müssen. Ein Wendepunkt kann in Kukuczkas Doppelerfolg auf Dhaulagiri und Cho Oyu Anfang 1985 gesehen werden. Der Pole halbierte innerhalb von knapp vier Wochen Messners Vorsprung auf nur noch zwei Gipfel, die Aufmerksamkeit der internationalen Presse wuchs und mit ihr der Druck auf die Bergsteiger. Der Startschuss für das „Pferderennen“, wie Kurt Diemberger die inoffizielle Konkurrenz zwischen Messner und Kukuczka bezeichnete, war gefallen. Die Medien konzentrierten sich auf die magische Zahl 14 und lancierten so das „Rennen der Bergkönige“. Elizabeth Hawley verglich die Dramatik der Schlussphase dieses Rennens mit der eines Weltcup-Finales. Nach ihrer Einschätzung sah Messner die Situation nicht als ein Wettrennen an, sondern als eine persönliche Herausforderung. Für andere, etwa Kukuczka, soll es ein Wettkampf gewesen sein. Dieser hat selbst nie gesagt, dass er einen Rekord angestrebt hatte. Auch bezüglich Messner kann man zu einem anderen Urteil kommen. So stellen mehrere deutsche Tageszeitungen darauf ab, dass sich Messner 1986 mit dem Hubschrauber vom Makalu- zum Lhotse-Basislager fliegen ließ. Sie sehen den Grund darin, dass er Zeit sparen wollte, um das Rennen gegen seinen Widersacher Kukuczka zu gewinnen. Offener bekannte sich Erhard Loretan zur Lage: „Ich würde lügen, wenn ich behauptete, der Wettlauf auf die vierzehn Achttausender habe mich nie interessiert,“ schreibt er in seinem autobiografischen Werk Den Bergen verfallen und fügt hinzu: „Mein Gehirn widerstand dem Countdown nicht, der mir überall vorgeleiert wurde.“ Im Anschluss beschreibt er, dass er eine Rivalität zum Franzosen Benoît Chamoux empfand; die beiden kämpften um Position drei in der Liste der 14×8000-Besteiger.
Bei den Olympischen Winterspielen 1988 in Calgary wollte das IOC Messner und Kukuczka jeweils Olympische Orden in Silber verleihen. Messner lehnte die Auszeichnung jedoch mit der Begründung ab, dass er so eine Neuauflage eines Wettbewerbs verhindern wolle. Kukuczka, der einen entscheidenden Unterschied zwischen der Ehrenmedaille des Olympischen Ordens und einer Olympiamedaille sah, nahm die Auszeichnung dagegen an.
Als sich die ersten Frauen zweieinhalb Jahrzehnte nach den Männern anschickten, alle vierzehn höchsten Berge der Erde zu besteigen, wurde abermals ein Wettlauf von den Medien heraufbeschworen: Die Welt und Die Zeit titelten in ihren Online-Ausgaben jeweils vom „Wettlauf der Gipfelstürmerinnen“, die Frankfurter Allgemeine Zeitung von der „Achttausender-Jagd im Himalaja“, vom „Kampf um die Achttausender“ und vom „Duell über den Wolken“. Im Spiegel waren Schlagzeilen wie „Wettlauf in der Todeszone“ oder „Showdown im Himalaja“ zu lesen.
Die beteiligten Bergsteigerinnen reagierten unterschiedlich auf die sich entwickelnde Wettkampfsituation. Oh Eun-sun hat nie bestritten, dass es sich um einen Wettlauf handelte, noch dass sie den Titel der ersten 14×8000er-Frau wollte. Sie wird in diesem Zusammenhang mit dem Satz zitiert: „Ich habe eben einen Job zu erledigen.“ Noch klarer formulierte sie ihr Ziel 2009: „Ich habe die Motivation, die erste Frau zu sein, die alle 14 Achttausender besteigt.“ Auch Edurne Pasaban bekannte sich offen zu diesem Ziel. Sie sah sich jedoch von den spanischen Medien wegen der Konkurrenzsituation stark unter Druck gesetzt und begab sich zwischenzeitlich in psychologische Behandlung. Ganz anders positionierte sich Gerlinde Kaltenbrunner. Sie hat in Interviews immer wieder betont, dass sie keinen Wert darauf lege, die Erste zu sein. Hätte sie Ambitionen auf diesen Titel tatsächlich gehabt, hätte sie sich für die einfacheren Normalwege entschieden, so Kaltenbrunner; Konkurrenzdruck würde sie blockieren. Außerdem warnte sie vor den Risiken einer Rekordjagd: „Das Höhenbergsteigen ist viel zu gefährlich, um darin einen Wettstreit sehen zu wollen.“ Nives Meroi sagte bezüglich der Titeljagd: „Es gab eine Zeit, da habe ich diesen verrückten Zirkus tatsächlich mitgemacht,“ und zeigte sich froh darüber, ab einem gewissen Punkt aus dem Rennen gewesen zu sein.

### Umstrittene Methoden
Der Einsatz verschiedener Hilfsmittel zur Besteigung der Achttausender ist umstritten. Dazu zählt vor allem der Gebrauch von Flaschensauerstoff als Aufstiegshilfe, aber auch die Unterstützung durch Hochträger und das besonders umfassende Sichern der Route mit vielen hundert Metern Fixseil. Die individuellen bergsteigerischen Leistungen treffen je nach Ausmaß der Verwendung dieser Hilfsmittel auf verschiedenartige Anerkennung.
Eine besonders puristische Form des Bergsteigens ist der sogenannte Alpinstil. Hierbei werden die Gipfel solo oder in kleinen Seilschaften bestiegen, die Bergsteiger verzichten auf vorpräparierte Routen und tragen Ausrüstung und Verpflegung selbst. Als klassische Vertreter dieses Stils werden Messner, Kukuczka und Loretan aus der ersten Generation der Achttausender-Stürmer genannt. Sie waren auf schweren oder gar neuen Routen unterwegs, oft im Alleingang oder in Kleinstgruppen, häufig im Winter; Zusatzsauerstoff nutzte nur Kukuczka einmal, und zwar zeitweise bei der Erstbegehung des Südpfeilers des Everest. Wegen der hohen Anforderungen und Gefahren dieses Stils haben aber auch sie nur einzelne Besteigungen in reinem Alpinstil durchgeführt. Meist kam eine abgewandelte Form zum Einsatz, weil beispielsweise der Tiefschnee auf den Normalrouten schon durch andere Bergsteiger vorgespurt war. Da sie jedoch nach Möglichkeit auf Fremdhilfe und Flaschensauerstoff verzichteten, werden ihre Leistungen als sportlich vorbildlich gelobt.
Demgegenüber erleichtert der Expeditionsstil durch einen hohen Aufwand an Personal und Material den Aufstieg. Als Beispiel für Bergsteigen im Expeditionsstil werden die Touren von Oh Eun-sun angeführt. Sie wurde mit dem Hubschrauber ins Basislager geflogen, ließ sich Wege vorspuren, war mit großen Gruppen von Trägern unterwegs und nutzte an mindestens zwei Gipfeln zusätzlichen Sauerstoff.

Ähnliche Kritik gab es bei der Rekord-Besteigung von Kristin Harila, die 2023 alle Achttausender in 92 Tagen bestieg. Ihr Rekord kam mit Hilfsmitteln wie Flaschensauerstoff und Fixseilen zustande. Zudem kam es während der Besteigung des K2 zu dem tödlichen Unfall des pakistanischen Hochträgers Mohammed Hassan, der den Rekordversuch überschattete. 
Wird Höhenbergsteigen als Leistungssport begriffen, werden der Expeditionsstil und der massive Einsatz von Hilfsmitteln oft heftig kritisiert; dementsprechend wird auch die Leistung, alle Achttausender bestiegen zu haben, unterschiedlich bewertet. Gerlinde Kaltenbrunner lehnt Zusatzsauerstoff kategorisch ab. Messners Seilpartner Hans Kammerlander sprach Oh Eun-sun jegliche sportliche Leistung ab und verglich ihre Methoden mit dem Einsatz eines Mopeds für ein Radrennen. Wolfgang Wabel, Ressortleiter für Spitzensport beim Deutschen Alpenverein, klassifizierte den Sauerstoff-Einsatz gar als Doping. Das Magazin des Vereins urteilte dementsprechend, Oh Eun-sun habe sich „eher auf dem Niveau kommerziell geführter Bergreisen [bewegt], als sportliche Exzellenz zu beweisen.“
Verschiedene Bergsteiger treten diesen Vorwürfen entgegen. In einem Interview mit der Zeitschrift profil im September 2010 wunderte sich Reinhold Messner über die Kritik am Sauerstoff-Einsatz. Nachdem er und Peter Habeler erstmals ohne zusätzlichen Sauerstoff auf den Mount Everest gestiegen seien, seien sie „von den Medien in Grund und Boden verdammt“ und „als ehrgeizig und verantwortungslos beschimpft“ worden. Dass sich das heute umdrehe und Sauerstoff sogar als Doping bezeichnet werde, finde er lustig, so Messner. Außerdem wies er darauf hin, dass auch Kaltenbrunner und Pasaban Hubschrauber verwendet hatten. Die deutsche Höhenbergsteigerin Gaby Hupfauer bewundert zwar Gerlinde Kaltenbrunners puristischen Stil, drückt sich aber gegen eine kategorische Ablehnung von Hilfsmitteln aus: „[…] es muss jeder selber entscheiden, wie er am Berg unterwegs ist.“ Eine vermittelnde Haltung nimmt die Schweizerin Evelyne Binsack ein: Sie sprach sich in einem Interview mit dem Tages-Anzeiger dafür aus, beide Stile anzuerkennen. Um unterschiedliche Leistungen berücksichtigen zu können, schlägt sie vor, „zwei verschiedene Kategorien [zu] schaffen, ‚mit künstlichem Sauerstoff‘ auf der einen und ‚ohne künstlichen Sauerstoff‘ auf der anderen Seite.“

## Bergsteiger

### Bergsteiger, die alle Achttausender bestiegen haben
Bislang haben 42 Bergsteiger alle Achttausender bestiegen. Erläuterung der Tabellenspalten:
- Nr. insg.: Reihenfolge, in der die Achttausender-Besteigungen abgeschlossen wurden.
- Nr. ohne O2: Separate Rangfolge für Bergsteiger, die alle Besteigungen ohne Zusatzsauerstoff durchgeführt haben
- Besteigungsserie: Datum der ersten und der letzten Besteigung und der Zeitraum zwischen diesen Daten, gemessen in Jahren (a), Monaten (M) und Tagen (d). Wurden einzelne Berge mehrfach bestiegen, ist die erste Besteigung maßgeblich.
- Alter: Lebensalter des Bergsteigers am Tag des letzten Gipfelerfolgs (in Jahren, aber die Sortierung der Spalte ist taggenau).
- In den nächsten Spalten werden die Besteigungsumstände angegeben: Wie oft wurde Zusatzsauerstoff verwendet (O2), wie oft Erstbegehungen (neue Route) und wie oft Besteigungen im Winter durchgeführt wurden.[67]
- Wh. (Wiederholung): Summe der Wiederholungen von Besteigungen eines oder mehrerer der Achttausender.[68]
- Chronologie: Ausklappbare Felder mit Angaben zu den einzelnen Besteigungen. Besteigungen mit Zusatzsauerstoff sind mit (O2) gekennzeichnet, Erstbegehungen neuer Routen mit (R), Besteigungen im kalendarischen Winter mit (W) und Besteigungen im meteorologischen Winter (1. Dezember bis 28./29. Februar) mit (w). Wiederholungen sind mit (×2), (×3) usw. gekennzeichnet. Besondere Leistungen wie der Verzicht auf Flaschensauerstoff, Erstbegehungen, Winterbesteigungen und Wiederholungen werden hier nur bis zur Vollendung der Besteigungsserie berücksichtigt.

| Nr. insg. | Nr. ohne O2 | Name                        | m/w | Nationalität | Besteigungsserie | Besteigungsserie | Besteigungsserie | Alter | O2    | neue Routen (R) | im Winter (W/w) | Wh. (×2) | Chronologie |
| Nr. insg. | Nr. ohne O2 | Name                        | m/w | Nationalität | erster           | letzter          | Zeitraum         | Alter | O2    | neue Routen (R) | im Winter (W/w) | Wh. (×2) | Chronologie |
| --------- | ----------- | --------------------------- | --- | ------------ | ---------------- | ---------------- | ---------------- | ----- | ----- | --------------- | --------------- | -------- | --- |
| 01        | 01          | Reinhold Messner            |     | Italien      | 27.06.1970       | 16.10.1986       | 16 a 03 M 19 d   | 42    |       | 7               |                 | 4        | 1. (27.06.1970) Nanga Parbat (R) (×2) 2. (25.04.1972) Manaslu (R) 3. (10.08.1975) Hidden Peak (R) (×2) 4. (08.05.1978) Mount Everest (R am 20.08.1980) (×2) 5. (12.07.1979) K2 6. (28.05.1981) Shishapangma 7. (06.05.1982) Kangchendzönga (R) 8. (24.07.1982) Gasherbrum II (×2) 9. (02.08.1982) Broad Peak 10. (05.05.1983) Cho Oyu (R) 11. (24.04.1985) Annapurna (R) 12. (15.05.1985) Dhaulagiri 13. (26.09.1986) Makalu 14. (16.10.1986) Lhotse              |
| 02        |             | Jerzy Kukuczka              |     | Polen        | 04.10.1979       | 18.09.1987       | 07 a 11 M 14 d   | 39    | 1     | 9               | 4               | 1        | 1. (04.10.1979) Lhotse 2. (19.05.1980) Mount Everest (O2) (R) 3. (15.10.1981) Makalu (R) 4. (30.07.1982) Broad Peak (R am 14.07.1984) (×2) 5. (01.07.1983) Gasherbrum II (R) 6. (23.07.1983) Hidden Peak (R) 7. (21.01.1985) Dhaulagiri (W) 8. (15.02.1985) Cho Oyu (W) 9. (13.07.1985) Nanga Parbat (R) 10. (11.01.1986) Kangchendzönga (W) 11. (08.07.1986) K2(R) 12. (10.11.1986) Manaslu (R) 13. (03.02.1987) Annapurna (W) 14. (18.09.1987) Shishapangma (R) |
| 03        | 02          | Erhard Loretan              |     | Schweiz      | 10.06.1982       | 05.10.1995       | 13 a 03 M 25 d   | 36    |       | 2               | 1               |          | 1. (10.06.1982) Nanga Parbat 2. (16.06.1983) Gasherbrum II 3. (23.06.1983) Hidden Peak 4. (30.06.1983) Broad Peak 5. (30.04.1984) Manaslu 6. (24.10.1984) Annapurna (R) 7. (06.07.1985) K2 8. (08.12.1985) Dhaulagiri (w) 9. (30.08.1986) Mount Everest 10. (21.09.1990) Cho Oyu (R) 11. (02.10.1991) Makalu 12. (01.10.1994) Lhotse 13. (29.04.1995) Shishapangma 14. (05.10.1995) Kangchendzönga                                                                |
| 04        |             | Carlos Carsolio             |     | Mexiko       | 13.07.1985       | 12.05.1996       | 10 a 09 M 29 d   | 33    | 1     | 3               |                 |          | 1. (13.07.1985) Nanga Parbat (R) 2. (18.07.1987) Shishapangma 3. (12.10.1988) Makalu (O2) 4. (13.10.1989) Mount Everest 5. (12.05.1992) Kangchendzönga 6. (13.06.1993) K2 7. (26.04.1994) Cho Oyu 8. (13.05.1994) Lhotse 9. (09.07.1994) Broad Peak (R) 10. (29.04.1995) Annapurna 11. (15.05.1995) Dhaulagiri 12. (04.07.1995) Gasherbrum II (R) 13. (15.07.1995) Hidden Peak 14. (12.05.1996) Manaslu                                                           |
| 05        |             | Krzysztof Wielicki          |     | Polen        | 17.02.1980       | 01.09.1996       | 16 a 06 M 15 d   | 46    | 1     | 3               | 3               | 1        | 1. (17.02.1980) Mount Everest (O2) (W) 2. (14.07.1984) Broad Peak 3. (20.10.1984) Manaslu (R) (×2) 4. (11.01.1986) Kangchendzönga (W) 5. (24.09.1986) Makalu 6. (31.12.1988) Lhotse (W) 7. (24.04.1990) Dhaulagiri 8. (21.10.1991) Annapurna 9. (18.09.1993) Cho Oyu (R) 10. (07.10.1993) Shishapangma (R) 11. (04.07.1995) Gasherbrum II 12. (15.07.1995) Hidden Peak 13. (10.08.1996) K2 14. (01.09.1996) Nanga Parbat                                          |
| 06        | 03 (1)      | Juanito Oiarzabal           |     | Spanien      | 15.05.1985       | 29.04.1999       | 13 a 11 M 14 d   | 43    |       |                 |                 | 12       | 1. (15.05.1985) Cho Oyu 2. (16.08.1987) Gasherbrum II 3. (12.07.1992) Nanga Parbat 4. (07.10.1993) Mount Everest 5. (24.06.1994) K2 6. (08.05.1995) Makalu 7. (02.10.1995) Lhotse 8. (12.07.1995) Broad Peak 9. (05.06.1996) Kangchendzönga 10. (09.07.1997) Hidden Peak 11. (08.10.1997) Manaslu 12. (22.04.1998) Dhaulagiri 13. (10.10.1998) Shishapangma 14. (29.04.1999) Annapurna                                                                            |
| 07        |             | Sergio Martini              |     | Italien      | 04.08.1983       | 19.05.2000       | 15 a 09 M 22 d   | 50    | 2     |                 |                 |          | 1. (04.08.1983) K2 2. (01.10.1985) Makalu 3. (15.08.1986) Nanga Parbat 4. (21.09.1986) Annapurna 5. (08.08.1987) Gasherbrum II 6. (05.09.1988) Shishapangma 7. (17.09.1988) Cho Oyu 8. (11.05.1989) Dhaulagiri 9. (29.07.1993) Broad Peak 10. (03.08.1994) Hidden Peak 11. (14.10.1995) Kangchendzönga (O2) 12. (27.09.1996) Manaslu 13. (26.05.1999) Mount Everest (O2) 14. (19.05.2000) Lhotse                                                                  |
| 08        |             | Park Young-seok             |     | Südkorea     | 16.05.1993       | 22.07.2001       | 08 a 02 M 06 d   | 37    | 5     |                 | 1               | 1        | 1. (16.05.1993) Mount Everest (O2) 2. (??.??.1994) Cho Oyu (×2) 3. (03.05.1996) Annapurna 4. (27.04.1997) Dhaulagiri 5. (09.07.1997) Hidden Peak 6. (17.07.1997) Gasherbrum II 7. (21.07.1998) Nanga Parbat 8. (06.12.1998) Manaslu (w) 9. (12.05.1999) Kangchendzönga (O2) 10. (15.05.2000) Makalu (O2) 11. (30.07.2000) Broad Peak 12. (02.10.2000) Shishapangma 13. (29.04.2001) Lhotse (O2) 14. (22.07.2001) K2 (O2)                                          |
| 09        |             | Um Hong-gil                 |     | Südkorea     | 26.09.1988       | 21.09.2001       | 12 a 11 M 26 d   | 41    | 3     |                 |                 |          | 1. (26.09.1988) Mount Everest (O2) 2. (10.09.1993) Cho Oyu 3. (08.05.1995) Makalu 4. (12.07.1995) Broad Peak 5. (02.10.1995) Lhotse 6. (01.05.1996) Dhaulagiri 7. (27.09.1996) Manaslu 8. (09.07.1997) Hidden Peak 9. (16.07.1997) Gasherbrum II 10. (29.04.1999) Annapurna 11. (12.07.1999) Nanga Parbat 12. (19.05.2000) Kangchendzönga (O2) 13. (31.07.2000) K2 (O2) 14. (21.09.2001) Shishapangma                                                             |
| 10        | 04          | Alberto Iñurrategi          |     | Spanien      | 30.09.1991       | 16.05.2002       | 10 a 07 M 16 d   | 33    |       |                 |                 |          | 1. (30.09.1991) Makalu 2. (25.09.1992) Mount Everest 3. (24.06.1994) K2 4. (11.09.1995) Cho Oyu 5. (27.09.1995) Lhotse 6. (06.05.1996) Kangchendzönga 7. (11.10.1996) Shishapangma 8. (13.07.1997) Broad Peak 9. (23.05.1998) Dhaulagiri 10. (29.07.1999) Nanga Parbat 11. (25.04.2000) Manaslu 12. (28.07.2000) Gasherbrum II 13. (08.07.2001) Hidden Peak 14. (16.05.2002) Annapurna                                                                            |
| 11        |             | Han Wang-yong               |     | Südkorea     | 28.09.1994       | 15.07.2003       | 08 a 09 M 17 d   | 36    | 3     |                 |                 |          | 1. (28.09.1994) Cho Oyu 2. (14.10.1995) Mount Everest (O2) 3. (27.04.1997) Dhaulagiri 4. (13.07.1997) Hidden Peak 5. (18.10.1997) Lhotse 6. (03.05.1998) Annapurna 7. (21.07.1998) Nanga Parbat 8. (12.05.2000) Manaslu (O2) 9. (31.07.2000) K2 10. (14.05.2001) Makalu 11. (21.09.2001) Shishapangma 12. (13.05.2002) Kangchendzönga (O2) 13. (26.06.2003) Gasherbrum II 14. (15.07.2003) Broad Peak                                                             |
| 12        | 05          | Ed Viesturs                 |     | USA          | 18.05.1989       | 12.05.2005       | 15 a 11 M 24 d   | 45    |       |                 |                 | 6        | 1. (18.05.1989) Kangchendzönga 2. (08.05.1990) Mount Everest (×6) 3. (16.08.1992) K2 4. (16.05.1994) Lhotse 5. (06.10.1994) Cho Oyu (×2) 6. (18.05.1995) Makalu 7. (04.07.1995) Gasherbrum II 8. (15.07.1995) Hidden Peak 9. (22.04.1999) Manaslu 10. (04.05.1999) Dhaulagiri 11. (30.04.2001) Shishapangma 12. (23.06.2003) Nanga Parbat 13. (15.07.2003) Broad Peak 14. (12.05.2005) Annapurna                                                                  |
| 13        | 06          | Silvio Mondinelli           |     | Italien      | 13.10.1993       | 12.07.2007       | 13 a 08 M 29 d   | 49    |       |                 |                 |          | 1. (13.10.1993) Manaslu 2. (15.10.1997) Cho Oyu 3. (23.05.2001) Mount Everest 4. (22.07.2001) Gasherbrum II 5. (03.08.2001) Hidden Peak 6. (12.10.2001) Dhaulagiri 7. (16.05.2002) Makalu 8. (20.05.2003) Kangchendzönga 9. (26.07.2004) K2 10. (20.07.2005) Nanga Parbat 11. (09.05.2006) Shishapangma 12. (19.06.2006) Lhotse 13. (12.10.2006) Annapurna 14. (12.07.2007) Broad Peak                                                                            |
| 14        | 07          | Iván Vallejo                |     | Ecuador      | 19.09.1997       | 01.05.2008       | 10 a 07 M 12 d   | 48    |       |                 |                 | 1        | 1. (19.09.1997) Manaslu 2. (05.07.1998) Broad Peak 3. (27.05.1999) Mount Everest (×2) 4. (31.07.2000) K2 5. (04.10.2002) Cho Oyu 6. (26.05.2003) Lhotse 7. (19.07.2003) Gasherbrum II 8. (26.07.2003) Hidden Peak 9. (16.05.2004) Makalu 10. (10.10.2004) Shishapangma 11. (20.07.2005) Nanga Parbat 12. (22.05.2006) Kangchendzönga 13. (24.05.2007) Annapurna 14. (01.05.2008) Dhaulagiri                                                                       |
| 15        | 08          | Denis Urubko                |     | Kasachstan   | 24.05.2000       | 11.05.2009       | 08 a 11 M 17 d   | 35    |       | 3               | 1               | 3        | 1. (24.05.2000) Mount Everest 2. (23.05.2001) Lhotse 3. (13.08.2001) Hidden Peak 4. (18.08.2001) Gasherbrum II 5. (13.05.2002) Kangchendzönga 6. (25.10.2002) Shishapangma 7. (17.06.2003) Nanga Parbat 8. (18.07.2003) Broad Peak (R am 25.07.2005) (×2) 9. (30.05.2004) Annapurna 10. (25.04.2006) Manaslu (R am 08.05.2006) (×2) 11. (02.05.2007) Dhaulagiri 12. (02.10.2007) K2 13. (12.05.2008) Makalu (W am 09.02.2009) (×2) 14. (11.05.2009) Cho Oyu (R)   |
| 16        |             | Ralf Dujmovits              |     | Deutschland  | 11.05.1990       | 20.05.2009       | 19 a 0 M 09 d    | 47    | 1     |                 |                 | 3        | 1. (11.05.1990) Dhaulagiri 2. (04.10.1992) Mount Everest (O2) 3. (23.07.1994) K2 4. (09.05.1995) Cho Oyu (×2) 5. (24.05.1997) Shishapangma (×2) 6. (16.07.1999) Broad Peak (×2) 7. (22.07.2000) Gasherbrum II 8. (30.06.2001) Nanga Parbat 9. (28.05.2004) Annapurna 10. (25.07.2004) Hidden Peak 11. (14.05.2006) Kangchendzönga 12. (19.05.2007) Manaslu 13. (11.05.2008) Makalu 14. (20.05.2009) Lhotse                                                        |
| 17        | 09 (2)      | Veikka Gustafsson           |     | Finnland     | 10.05.1993       | 26.07.2009       | 16 a 02 M 16 d   | 41    |       |                 |                 | 3        | 1. (10.05.1993) Mount Everest (×3) 2. (09.10.1993) Dhaulagiri (×2) 3. (23.07.1994) K2 4. (06.05.1995) Lhotse 5. (18.05.1995) Makalu 6. (22.04.1999) Manaslu 7. (30.04.2001) Shishapangma 8. (30.06.2001) Nanga Parbat 9. (22.04.2005) Cho Oyu 10. (12.05.2005) Annapurna 11. (14.05.2006) Kangchendzönga 12. (08.07.2008) Gasherbrum II 13. (31.07.2008) Broad Peak 14. (26.07.2009) Hidden Peak                                                                  |
| 18        |             | Andrew Lock                 |     | Australien   | 30.07.1993       | 02.10.2009       | 16 a 02 M 02 d   | 47    | 1     |                 |                 | 2        | 1. (30.07.1993) K2 2. (25.05.1997) Dhaulagiri 3. (07.08.1997) Broad Peak 4. (21.07.1998) Nanga Parbat 5. (09.07.1999) Gasherbrum II 6. (17.07.1999) Hidden Peak 7. (24.05.2000) Mount Everest (O2) (×2) 8. (21.04.2002) Manaslu 9. (16.05.2002) Lhotse 10. (25.09.2004) Cho Oyu (×2) 11. (14.05.2006) Kangchendzönga 12. (24.05.2007) Annapurna 13. (21.05.2008) Makalu 14. (02.10.2009) Shishapangma                                                             |
| 19        | 10          | João Garcia                 |     | Portugal     | 24.09.1993       | 17.04.2010       | 16 a 06 M 25 d   | 42    |       |                 |                 |          | 1. (24.09.1993) Cho Oyu 2. (24.09.1994) Dhaulagiri 3. (18.05.1999) Mount Everest 4. (04.07.2001) Gasherbrum II 5. (26.07.2004) Hidden Peak 6. (21.05.2005) Lhotse 7. (22.05.2006) Kangchendzönga 8. (31.10.2006) Shishapangma 9. (20.07.2007) K2 10. (19.05.2008) Makalu 11. (17.07.2008) Broad Peak 12. (28.04.2009) Manaslu 13. (10.07.2009) Nanga Parbat 14. (17.04.2010) Annapurna                                                                            |
| 20 (3)    |             | Piotr Pustelnik             |     | Polen        | 19.07.1990       | 27.04.2010       | 19 a 09 M 08 d   | 58    | 7     |                 |                 | 1        | 1. (19.07.1990) Gasherbrum II(×2) 2. (12.07.1992) Nanga Parbat 3. (24.09.1993) Cho Oyu 4. (06.10.1993) Shishapangma 5. (26.09.1994) Dhaulagiri 6. (12.05.1995) Mount Everest (O2) 7. (14.08.1996) K2 (O2) 8. (15.07.1997) Hidden Peak 9. (15.05.2000) Lhotse (O2) 10. (15.05.2001) Kangchendzönga (O2) 11. (16.05.2002) Makalu (O2) 12. (17.05.2003) Manaslu (O2) 13. (08.07.2006) Broad Peak 14. (27.04.2010) Annapurna (O2)                                     |
| 21        |             | Oh Eun-sun (umstritten) (4) |     | Südkorea     | 17.07.1997       | 27.04.2010       | 12 a 09 M 10 d   | 44    | 2     |                 |                 |          | 1. (17.07.1997) Gasherbrum II 2. (20.05.2004) Mount Everest (O2) 3. (03.10.2006) Shishapangma 4. (08.05.2007) Cho Oyu 5. (20.07.2007) K2 (O2) 6. (13.05.2008) Makalu 7. (26.05.2008) Lhotse 8. (31.07.2008) Broad Peak 9. (12.10.2008) Manaslu 10. (06.05.2009) Kangchendzönga 11. (21.05.2009) Dhaulagiri 12. (10.07.2009) Nanga Parbat 13. (03.08.2009) Hidden Peak 14. (27.04.2010) Annapurna                                                                  |
| 22        |             | Edurne Pasaban              |     | Spanien      | 23.05.2001       | 17.05.2010       | 08 a 11 M 24 d   | 36    | 2     |                 |                 |          | 1. (23.05.2001) Mount Everest (O2) 2. (16.05.2002) Makalu 3. (05.10.2002) Cho Oyu 4. (26.05.2003) Lhotse 5. (19.07.2003) Gasherbrum II 6. (26.07.2003) Hidden Peak 7. (26.07.2004) K2 8. (20.07.2005) Nanga Parbat 9. (12.07.2007) Broad Peak 10. (01.05.2008) Dhaulagiri 11. (05.10.2008) Manaslu 12. (18.05.2009) Kangchendzönga (O2) 13. (17.04.2010) Annapurna 14. (17.05.2010) Shishapangma                                                                  |
| 23        | 11          | Abele Blanc                 |     | Italien      | 30.09.1992       | 26.04.2011       | 18 a 06 M 26 d   | 56    | 1 (5) |                 |                 | 1        | 1. (30.09.1992) Mount Everest (×2) 2. (29.07.1993) Broad Peak 3. (14.10.1995) Kangchendzönga (O2) 4. (13.10.1996) Manaslu 5. (27.05.1997) Lhotse 6. (14.05.1998) Shishapangma 7. (21.05.1998) Cho Oyu 8. (03.07.1999) Hidden Peak 9. (10.07.1999) Gasherbrum II 10. (15.05.2000) Makalu 11. (29.07.2000) K2 12. (30.06.2001) Nanga Parbat 13. (12.10.2001) Dhaulagiri 14. (26.04.2011) Annapurna                                                                  |
| 24        |             | Mingma Sherpa               |     | Nepal        | 12.05.2000       | 20.05.2011       | 11 a 0 M 08 d    | 32    | 5     |                 |                 | 2        | 1. (12.05.2000) Manaslu 2. (??.??.2000) Cho Oyu (×3) 3. (14.05.2001) Makalu 4. (22.09.2001) Shishapangma 5. (16.05.2002) Lhotse (O2) 6. (??.??.2003) Gasherbrum II 7. (??.??.2003) Broad Peak 8. (16.05.2004) Mount Everest (O2) 9. (27.07.2004) K2 (O2) 10. (01.05.2009) Dhaulagiri (O2) 11. (17.04.2010) Annapurna 12. (10.07.2010) Nanga Parbat 13. (05.08.2010) Hidden Peak 14. (20.05.2011) Kangchendzönga (O2)                                              |
| 25 (6)    | 12          | Gerlinde Kaltenbrunner      |     | Österreich   | 06.05.1998       | 23.08.2011       | 13 a 03 M 17 d   | 40    |       |                 |                 |          | 1. (06.05.1998) Cho Oyu 2. (14.05.2001) Makalu 3. (10.05.2002) Manaslu 4. (20.05.2003) Nanga Parbat 5. (28.05.2004) Annapurna 6. (25.07.2004) Hidden Peak 7. (07.05.2005) Shishapangma 8. (21.07.2005) Gasherbrum II 9. (14.05.2006) Kangchendzönga 10. (12.07.2007) Broad Peak 11. (01.05.2008) Dhaulagiri 12. (20.05.2009) Lhotse 13. (24.05.2010) Mount Everest 14. (23.08.2011) K2                                                                            |
| 26 (7)    |             | Wassili Piwzow              |     | Kasachstan   | 13.08.2001       | 23.08.2011       | 10 a 00 M 10 d   | 36    | 1     |                 |                 |          | 1. (13.08.2001) Hidden Peak 2. (??.??.2001) Gasherbrum II 3. (13.05.2002) Kangchendzönga 4. (25.10.2002) Shishapangma 5. (17.06.2003) Nanga Parbat 6. (18.07.2003) Broad Peak 7. (??.05.2004) Makalu 8. (??.05.2005) Cho Oyu 9. (02.05.2006) Dhaulagiri 10. (19.05.2006) Annapurna 11. (30.04.2007) Mount Everest (O2) 12. (03.10.2008) Manaslu 13. (16.05.2010) Lhotse 14. (23.08.2011) K2                                                                       |
| 26 (7)    | 13          | Maksut Schumajew            |     | Kasachstan   | 13.08.2001       | 23.08.2011       | 10 a 00 M 10 d   | 34    |       |                 |                 |          | 1. (13.08.2001) Hidden Peak 2. (??.??.2001) Gasherbrum II 3. (13.05.2002) Kangchendzönga 4. (25.10.2002) Shishapangma 5. (17.06.2003) Nanga Parbat 6. (18.07.2003) Broad Peak 7. (??.05.2004) Makalu 8. (??.05.2005) Cho Oyu 9. (02.05.2006) Dhaulagiri 10. (19.05.2006) Annapurna 11. (30.04.2007) Mount Everest 12. (14.05.2008) Manaslu 13. (16.05.2010) Lhotse 14. (23.08.2011) K2                                                                            |
| 28 (8)    |             | Kim Jae-soo                 |     | Südkorea     | 06.10.1990       | 23.09.2011       | 20 a 11 M 17 d   | 50    | 5     |                 |                 | 3        | 1. (06.10.1990) Mount Everest (O2) (×2) 2. (08.10.1991) Shishapangma (×2) 3. (16.05.2002) Lhotse (O2) (×2) 4. (??.??.2007) Broad Peak 5. (01.08.2008) K2 (O2) 6. (13.10.2008) Manaslu 7. (01.05.2009) Makalu (O2) 8. (18.05.2009) Kangchendzönga (O2) 9. (09.06.2009) Dhaulagiri 10. (10.07.2009) Nanga Parbat 11. (??.??.2010) Gasherbrum II 12. (05.08.2010) Hidden Peak 13. (26.04.2011) Annapurna 14. (23.09.2011) Cho Oyu                                    |
| 29        | 14          | Mario Panzeri               |     | Italien      | 27.09.1988       | 18.05.2012       | 23 a 07 M 21 d   | 48    |       |                 |                 |          | 1. (27.09.1988) Cho Oyu 2. (28.09.1992) Mount Everest 3. (29.07.1996) K2 4. (28.05.1997) Lhotse 5. (12.05.2005) Annapurna 6. (24.05.2006) Makalu 7. (??.??.2006) Gasherbrum II 8. (21.06.2008) Nanga Parbat 9. (??.??.2008) Broad Peak 10. (19.05.2009) Manaslu 11. (17.05.2010) Shishapangma 12. (20.05.2011) Kangchendzönga 13. (13.07.2011) Hidden Peak 14. (18.05.2012) Dhaulagiri                                                                            |
| 30        |             | Hirotaka Takeuchi           |     | Japan        | 22.05.1995       | 26.05.2012       | 17 a 00 M 04 d   | 41    | 3     |                 |                 |          | 1. (22.05.1995) Makalu (O2) 2. (17.05.1996) Mount Everest (O2) 3. (14.08.1996) K2 (O2) 4. (30.06.2001) Nanga Parbat 5. (28.05.2004) Annapurna 6. (25.07.2004) Hidden Peak 7. (07.05.2005) Shishapangma 8. (14.05.2006) Kangchendzönga 9. (19.05.2007) Manaslu 10. (08.07.2008) Gasherbrum II 11. (31.07.2008) Broad Peak 12. (20.05.2009) Lhotse 13. (30.09.2011) Cho Oyu 14. (26.05.2012) Dhaulagiri                                                             |
| 31        |             | Chhang Dawa                 |     | Nepal        | 00.00.2000       | 30.04.2013       | ?                | 30    | ?     |                 |                 |          | n.n. |
| 32        | 15          | Kim Chang-ho                |     | Südkorea     | 14.06.2005       | 20.05.2013       | 07 a 11 M 06 d   |       |       |                 |                 |          | n.n. |
| 33        |             | Radek Jaroš                 |     | Tschechien   | 19.05.1998       | 26.07.2014       | 16 a 02 M 07 d   | 50    |       |                 |                 |          | 1. (19.05.1998) Mount Everest 2. (14.05.2002) Kangchendzönga 3. (18.07.2003) Broad Peak 4. (10.04.2004) Cho Oyu 5. (09.10.2004) Shishapangma 6. (28.06.2005) Nanga Parbat 7. (01.05.2008) Dhaulagiri 8. (21.05.2008) Makalu 9. (29.04.2008) Manaslu 10. (17.07.2010) Gasherbrum II 11. (28.07.2010) Hidden Peak 12. (19.05.2011) Lhotse 13. (06.05.2012) Annapurna 14. (26.07.2014) K2                                                                            |
| 34        | 16          | Nives Meroi                 |     | Italien      | 00.00.1998       | 11.05.2017       | 19 a             | 55    |       |                 |                 |          | 1. (00.00.1998) Nanga Parbat 2. (00.00.1999) Shishapangma 3. (00.00.1999) Cho Oyu 4. (00.00.2003) Hidden Peak 5. (00.00.2003) Gasherbrum II 6. (00.00.2003) Broad Peak 7. (00.00.2004) Lhotse 8. (00.00.2006) Dhaulagiri 9. (00.00.2006) K2 10. (00.00.2007) Mount Everest 11. (00.00.2008) Manaslu 12. (17.05.2014) Kangchendzönga 13. (12.05.2016) Makalu 14. (11.05.2017) Annapurna                                                                            |
| 34        | 17          | Romano Benet                |     | Italien      | 00.00.1998       | 11.05.2017       | 19 a             | 55    |       |                 |                 |          | 1. (00.00.1998) Nanga Parbat 2. (00.00.1999) Shishapangma 3. (00.00.1999) Cho Oyu 4. (00.00.2003) Hidden Peak 5. (00.00.2003) Gasherbrum II 6. (00.00.2003) Broad Peak 7. (00.00.2004) Lhotse 8. (00.00.2006) Dhaulagiri 9. (00.00.2006) K2 10. (00.00.2007) Mount Everest 11. (00.00.2008) Manaslu 12. (19.05.2014) Kangchendzönga 13. (12.05.2016) Makalu 14. (11.05.2017) Annapurna                                                                            |
| 36        |             | Peter Hámor                 |     | Slowakei     | 19.05.1998       | 15.05.2017       | 18 a 11 M 27 d   | 53    | ?     | 1               |                 | 1        | 1. (19.05.1998) Mount Everest(O2) 2. (24.04.2006) Cho Oyu 3. (21.05.2006) Annapurna (R)(×2) 4. (08.07.2006) Broad Peak 5. (15.07.2007) Nanga Parbat 6. (25.06.2008) Hidden Peak 7. (06.07.2008) Gasherbrum II 8. (21.05.2011) Makalu 9. (17.05.2012) Kangchendzönga 10. (01.08.2012) K2 11. (21.05.2013) Lhotse 12. (30.04.2014) Shishapangma 13. (10.05.2016) Manaslu 14. (15.05.2017) Dhaulagiri                                                                |
| 37        |             | Ferran Latorre              |     | Spanien      | 19.04.1999       | 27.05.2017       | 18 a 01 M 08 d   | 46    | 1     |                 |                 |          | 1. (29.04.1999) Annapurna 2. (04.10.2005) Shishapangma 3. (12.07.2007) Broad Peak 4. (01.05.2008) Dhaulagiri 5. (05.10.2008) Manaslu 6. (18.05.2009) Kangchendzönga 7. (31.07.2012) Gasherbrum II 8. (22.05.2013) Lhotse 9. (26.09.2013) Cho Oyu 10. (26.07.2014) K2 11. (24.07.2015) Hidden Peak 12. (23.05.2016) Makalu 13. (25.07.2016) Nanga Parbat 14. (27.05.2017) Mount Everest (O2)                                                                       |
| 38        | 18          | Òscar Cadiach               |     | Spanien      | 07.08.1985       | 27.07.2017       | 31 a 11 M 20 d   | 64    |       |                 |                 | 2        | 1. (07.08.1984) Nanga Parbat 2. (28.08.1985) Mount Everest 3. (04.10.1993) Shishapangma 4. (29.09.1996) Cho Oyu 5. (19.05.1998) Makalu 6. (07.07.1999) Gasherbrum II 7. (23.05.2001) Lhotse 8. (04.10.2011) Manaslu 9. (06.05.2012) Annapurna 10. (25.05.2012) Dhaulagiri 11. (31.07.2012) K2 12. (20.05.2013) Kangchendzönga 13. (29.07.2013) Hidden Peak 14. (27.07.2017) Broad Peak                                                                            |
| 39 (9)    |             | Sanu Sherpa                 |     | Nepal        | 2006             | 03.10.2019       | 13 a             | 44    |       |                 |                 | 21       | 1. (00.00.2006) Cho Oyu (×2) 2. (00.00.2010) Manaslu (×3) 3. (00.00.2007) Mount Everest (×6) 4. (00.00.2008) Lhotse (×2) 5. (00.00.2011) Shishapangma (×2) 6. (00.00.2012) K2 (×2) 7. (00.00.2013) Gasherbrum I (×2) 8. (00.00.2014) Kangchendzönga (×2) 9. (00.00.2014) Broad Peak (×2) 10. (00.00.2016) Annapurna (×2) 11. (00.00.2017) Nanga Parbat (×3) 12. (00.00.2019) Makalu (×2) 13. (00.08.2019) Gasherbrum II (×2) 14. (03.10.2019) Dhaulagiri (×3)     |
| 40        |             | Nirmal Purja                |     | Nepal        | 18.05.2014       | 29.10.2019       | 05 a 05 M 21 d   | 36    |       |                 | 1               | 14       | 1. (18.05.2014) Dhaulagiri (×3) 2. (13.05.2016) Mount Everest (×6) 3. (27.05.2017) Lhotse (×3) 4. (01.06.2017) Makalu (×2) 5. (23.04.2019) Annapurna 6. (15.05.2019) Kangchendzönga (×2) 7. (03.07.2019) Nanga Parbat 8. (15.07.2019) Hidden Peak (= Gasherbrum I) 9. (18.07.2019) Gasherbrum II 10. (24.07.2019) K2 (w) (×3) 11. (26.07.2019) Broad Peak 12. (23.09.2019) Cho Oyu 13. (27.09.2019) Manaslu (×2) 14. (29.10.2019) Shishapangma                    |
| 41        |             | Kristin Harila              |     | Norwegen     | 23.05.2021       | 03.05.2023       | 01 a 11 M 10 d   | 37    |       |                 |                 | 10       | 1. (23.05.2021) Mount Everest (×3) 2. (23.05.2021) Lhotse (×3) 3. (28.04.2022) Annapurna(×2) 4. (08.05.2022) Dhaulagiri (×2) 5. (14.05.2022) Kangchendzönga (×2) 6. (27.05.2022) Makalu (×2) 7. (01.07.2022) Nanga Parbat (×2) 8. (22.07.2022) K2 9. (28.07.2022) Broad Peak 10. (08.08.2022) Gasherbrum II 11. (11.08.2022) Hidden Peak 12. (22.09.2022) Manaslu (×2) 13. (26.04.2023) Shishapangma 14. (03.05.2023) Cho Oyu                                     |
| 42        |             | Tenjen Lama Sherpa          |     | Nepal        | 2016             | 03.05.2023       | 08 a             | 34    |       |                 | 1               | 13       | 1. (00.00.2016) Dhaulagiri (×3) 2. (00.00.2017) Manaslu (×3) 3. (00.00.2018) Mount Everest (×4) 4. (00.00.2018) Lhotse (×4) 5. (00.00.2022) Makalu (×3) 6. (00.00.2022) Nanga Parbat (×2) 7. (26.04.2023) Shishapangma 8. (03.05.2023) Cho Oyu 9. (18.05.2023) Kangchendzönga 10. (05.06.2023) Annapurna 11. (15.07.2023) Gasherbrum II 12. (18.07.2027) Hidden Peak 13. (23.07.2023) Broad Peak 14. (27.07.2023) K2                                              |
| 43        |             | Alina Pekova                |     | Russland     | 16.04.2023       | 09.10.2024       | 01 a 05 M 23 d   | 31    |       |                 |                 |          | 1. (16.04.2023) Annapurna 2. (18.05.2023) Mount Everest 3. (18.05.2023) Lhotse 4. (29.05.2023) Makalu 5. (26.06.2023) Nanga Parbat 6. (19.07.2023) Broad Peak 7. (27.07.2023) K2 8. (02.08.2023) Hidden Peak 9. (20.09.2023) Manaslu 10. (29.09.2023) Dhaulagiri 11. (06.10.2023) Cho Oyu 12. (08.06.2024) Kangchendzönga 13. (21.07.2024) Gasherbrum II 14. (09.10.2024) Shishapangma                                                                            |

```
 
Anmerkungen
```

### Statistik

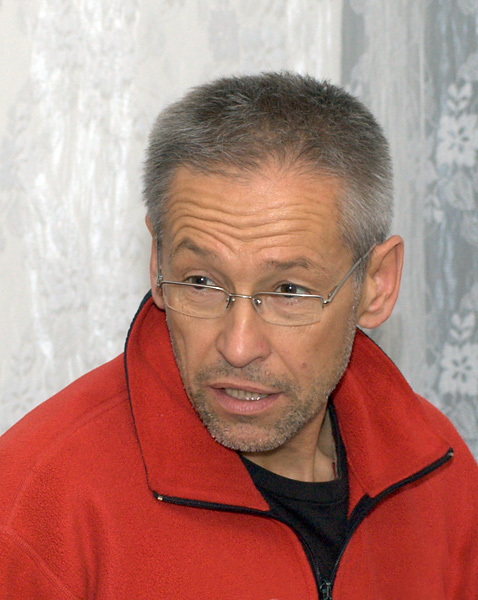
Piotr Pustelnik hielt den Altersrekord bis 2016: Mit 58 Jahren bestieg er seinen letzten Achttausender. (Foto von 2005) (2017 vollendete Oscar Cadiach die Serie mit 64)

Bis Juli 2008 gab es insgesamt 10.229 erfolgreiche Besteigungen der 14 Achttausender des Himalaya und Karakorum. Die ersten dokumentierten Todesfälle bei einem 8000er-Besteigungsversuch waren das Verschwinden Albert Mummerys und seiner beiden Träger am Nanga Parbat 1895. Bis Juli 2008 kamen bei Versuchen und Besteigungen insgesamt 711 Menschen ums Leben, 151 davon nach gelungener Besteigung.
Den Rekord für die schnellste erstmalige Besteigung aller Achttausender hält die Norwegerin Kristin Harila mit einer Zeit von einem Jahr, elf Monaten und zehn Tagen. Sie hält auch den Rekord für die schnellste Zeit, in der alle Achttausender hintereinander – allerdings nicht erstmalig – bestiegen wurden. Dieser beträgt 92 Tage.
Jerzy Kukuczka leistete während seiner Besteigungen die meisten Erstbegehungen und die meisten Winteraufstiege.
Am längsten brauchte Oscar Cadiach mit knapp 32 Jahren, am zweitlängsten der Italiener Mario Panzeri mit über 23 Jahren. Oscar Cadiach war mit 64 weiters der älteste, Piotr Pustelnik mit 58 der zweitälteste der 14-Achttausender-Absolventen. Der Jüngste war Chhang Dawa im Alter von 30 Jahren und neun Monaten.
In einer „Nationenwertung“ liegt Italien mit sieben Bergsteigern auf allen Achttausendern vor Südkorea mit sechs. Danach folgen Spanien und Nepal mit fünf Bergsteigern. Jeweils drei kamen aus Polen und Kasachstan.
Bis zur Vollendung der Besteigungsserie hat der Nepalese Tenjen Lama die meisten Gipfel wiederholt: Er absolvierte 13 zusätzliche Achttausender, bevor er die Serie komplettierte. Berücksichtigt man auch Besteigungen nach Abschluss der 14er-Reihe, hat von den hier gelisteten Bergsteigern Sanu Sherpa die meisten Wiederholungen vorzuweisen: Er stand bereits insgesamt 35 Mal auf dem Gipfel eines Achttausenders und bestieg als erster und bisher einziger Mensch alle Achttausender mindestens zweimal. (Stand: Oktober 2023)
Nives Meroi und Romano Benet sind das einzige Ehepaar, das zusammen auf allen 14 8000ern gestanden ist – überdies ohne Hilfe durch Sherpas oder Flaschensauerstoff. Sie waren bei der Vollendung jeweils 55 Jahre alt und 28 Jahre verheiratet. Nives lernte mit 19 Romano kennen und sie wurden vorerst Seilpartner.

### Bergsteiger, die 13 Achttausender bestiegen haben
Einige Bergsteiger haben bisher 13 der 14 Achttausender bestiegen. Darunter behaupten mehrere, den jeweils fehlenden Gipfel schon bestiegen zu haben. Aus unterschiedlichen Gründen wird dies jedoch nicht anerkannt.
| Name              | m/w | Nationalität        | letzter    | fehlender Gipfel | Bemerkung                                                                                    |
| ----------------- | --- | ------------------- | ---------- | ---------------- | -------------------------------------------------------------------------------------------- |
| Fausto de Stefani |     | Italien             | 15.05.1998 | Lhotse           | Besteigung wird nicht anerkannt.                                                             |
| Christian Kuntner |     | Italien             | 15.05.2004 | Annapurna        | verstarb am 18. Mai 2005 beim Versuch, die Annapurna zu besteigen.                           |
| Alan Hinkes       |     | Großbritannien      | 30.05.2005 | Cho Oyu          | Besteigung wird nicht anerkannt.                                                             |
| Norbert Joos      |     | Schweiz             | 14.05.2006 | Mount Everest    | Hat seine Achttausender-Bergsteigerkarriere 2008 für beendet erklärt. 2016 ist er gestorben. |
| Cering Doje       |     | Volksrepublik China | 12.07.2007 | Broad Peak       | Besteigung wird nicht anerkannt.                                                             |
| Luoze             |     | Volksrepublik China | 12.07.2007 | Broad Peak       | Besteigung wird nicht anerkannt.                                                             |
| Bianba Zaxi       |     | Volksrepublik China | 12.07.2007 | Broad Peak       | Besteigung wird nicht anerkannt.                                                             |
| Azim Gheychisaz   |     | Iran                |            | Manaslu          | Besteigung wird nicht anerkannt.                                                             |

### Bergsteiger, die 12 Achttausender bestiegen haben
| Name                | m/w | Nationalität | letzter | fehlende Gipfel                           | Bemerkung                                                                                                   |
| ------------------- | --- | ------------ | ------- | ----------------------------------------- | --- |
| Benoît Chamoux      |     | Frankreich   |         | 3 Besteigungen umstritten, Kangchendzönga | Er starb 1995, als er den nach eigener Zählung letzten Achttausender, den Kangchendzönga, besteigen wollte. |
| Wladislaw Tersyul   |     | Ukraine      |         | Broad Peak, Shishapangma                  | Besteigungen werden nicht anerkannt. Tersyul starb 2004 beim Abstieg vom Makalu.                            |
| Carlos Soria Fontán |     | Spanien      |         | Dhaulagiri, Shishapangma                  | |
| Hans Kammerlander   |     | Italien      |         | Manaslu, Shishapangma                     | An der Shishapangma nur auf dem Mittelgipfel                                                                |